# Courset
Courset ist eine französische Gemeinde mit 509 Einwohnern (Stand: 1. Januar 2022) im Département Pas-de-Calais in der Region Hauts-de-France. Sie gehört zum Arrondissement Boulogne-sur-Mer und zum Kanton Desvres. 

## Geographie
Die Gemeinde Courset liegt im Regionalen Naturpark Caps et Marais d’Opale, etwa 18 Kilometer südöstlich von Boulogne-sur-Mer. Nachbargemeinden von Courset sind Longfossé im Westen und Norden, Desvres im Norden und Nordwesten, Menneville im Norden, Saint-Martin-Choquel im Nordosten, Bécourt im Osten sowie Doudeauville im Süden.

## Bevölkerungsentwicklung
| Jahr                       | 1962 | 1968 | 1975 | 1982 | 1990 | 1999 | 2006 | 2012 | 2022 |
| Einwohner                  | 355  | 338  | 363  | 334  | 365  | 396  | 439  | 506  | 509  |
| Quellen: Cassini und INSEE |      |      |      |      |      |      |      |      |      |

## Sehenswürdigkeiten
- Kirche Saint-Maurice aus dem 16. Jahrhundert
- Schloss Courset aus dem 19. Jahrhundert
- Herrenhaus aus dem 17. Jahrhundert
- Foyers de Charité
- Wasserturm

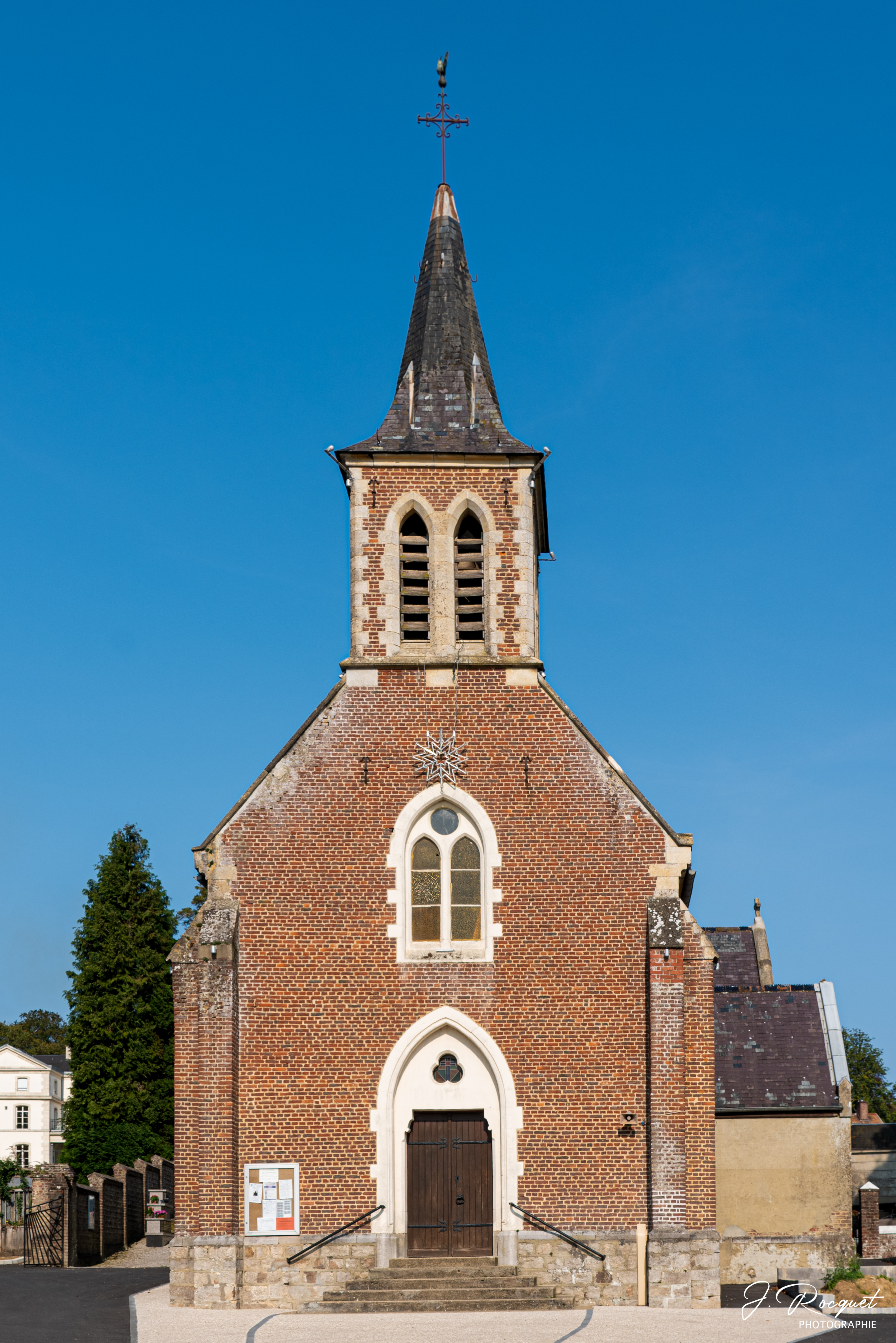
Kirche Saint-Maurice
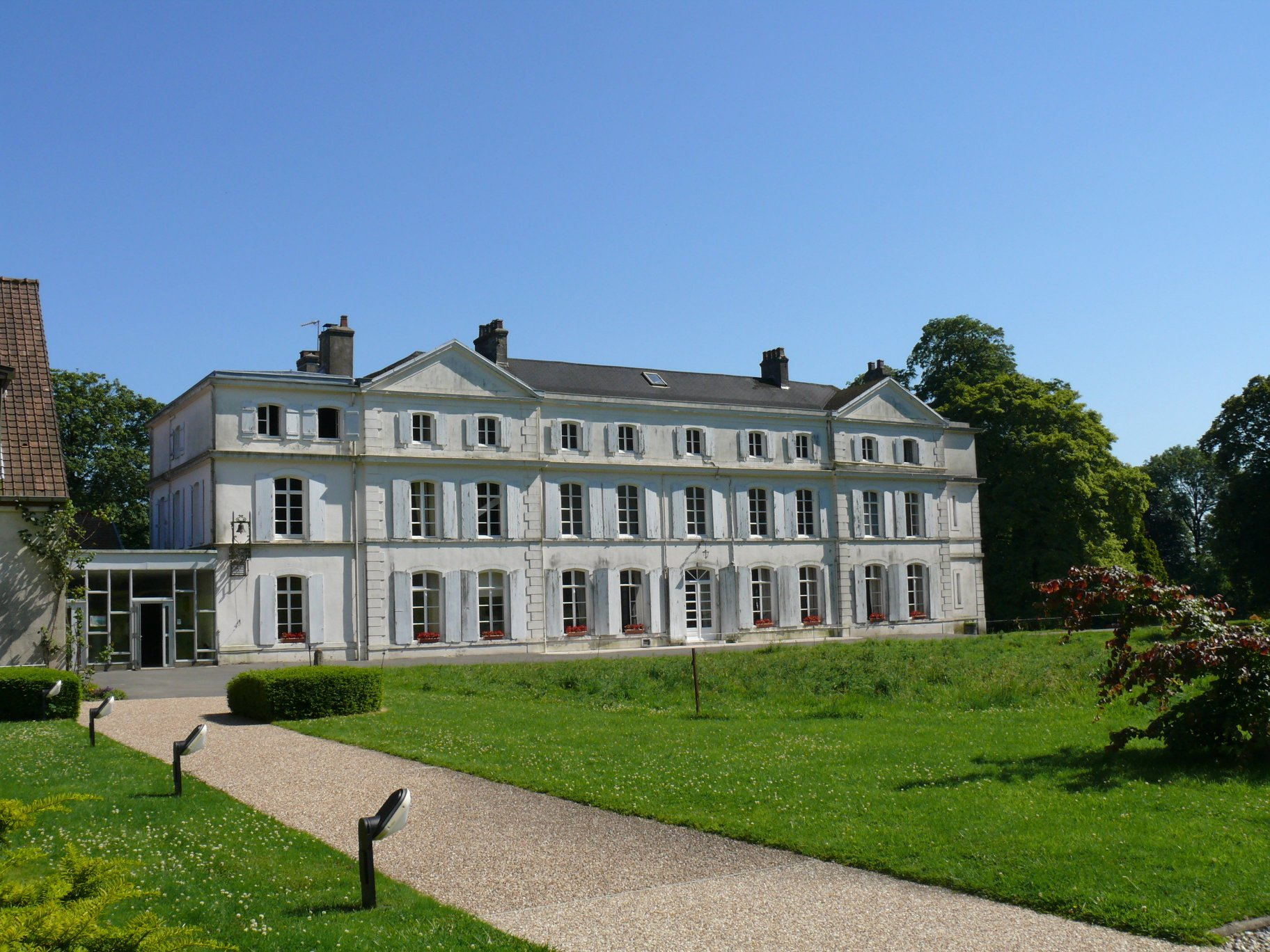
Foyers de Charité
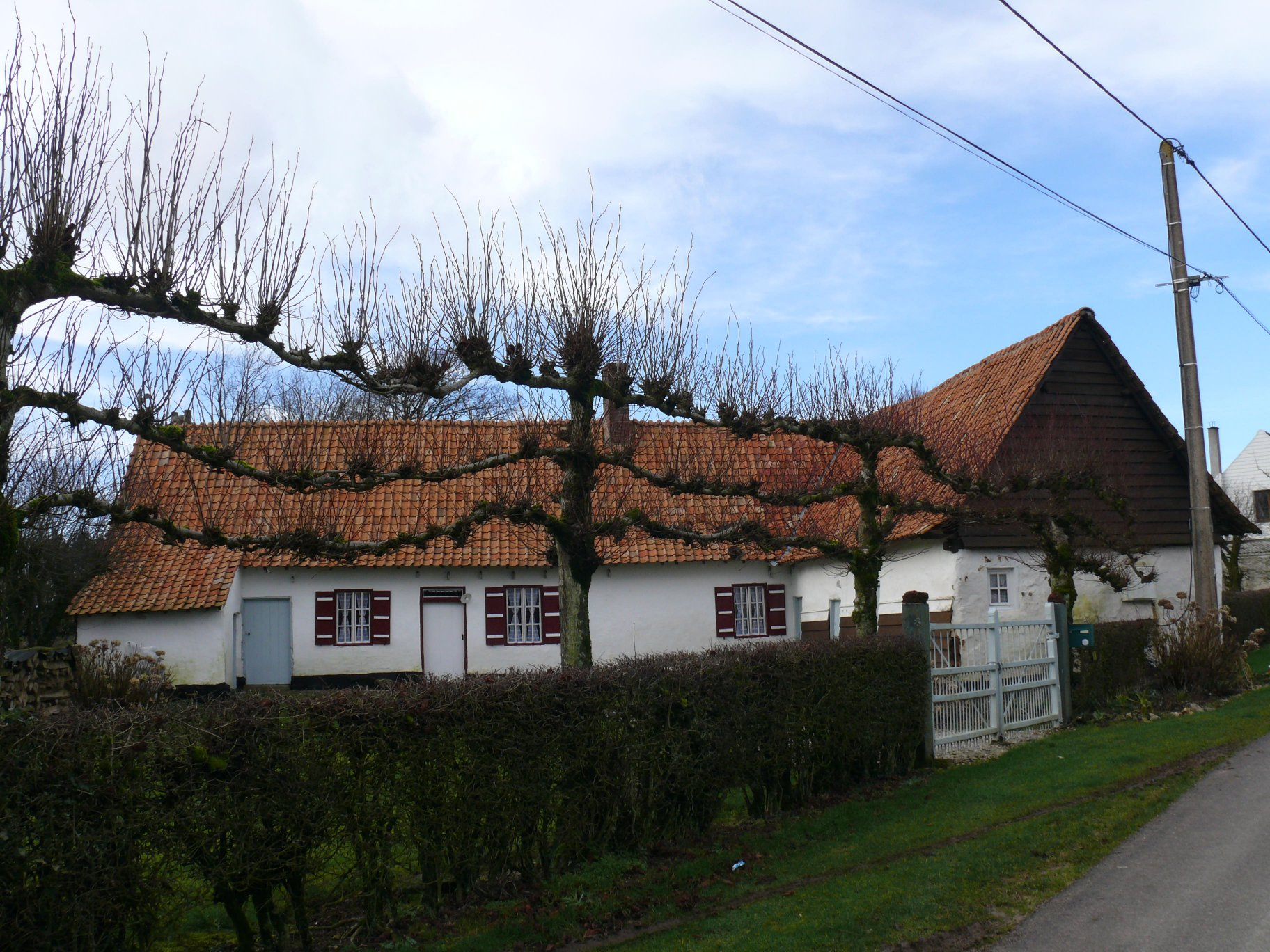
Denkmalgeschützte Farm